# Ànec xiulador nord-americà
L'ànec xiulador americà (Anas americana) és una espècie d'ocell aquàtic de la família dels anàtids (Anatidae), adscrita habitualment al subgènere Mareca. És un ànec freqüent i abundant a la seva àrea de distribució, a la zona neàrtica. És l'equivalent nord-americà de l'ànec xiulador europeu.

## Morfologia
- Fa 45 – 56 cm de llargària, amb una envergadura de 76 – 89 cm. És un ànec mitjà, amb cap rodó, coll curt i petit bec.
- El mascle en època de reproducció té un plomatge general marró rosat, amb el ventre blanc. Una màscara verda des de l'ull fins al clatell, i una zona color crema al front i capell. En vol, pot ser identificat per unes grans zones blanques a les ales. En plomatge d'eclipsi esdevé semblant a la femella.
- Les femelles són molt menys conspícues, amb un plomatge bàsicament gris marró, amb ventre blanc.
- Ambdós sexes tenen un bec de color blau pàl·lid amb la punta negra i potes grises.
- Ànec sorollós amb un distintiu clacar.

## Hàbitat i distribució
En estiu habita aiguamolls, llacs i zones humides obertes, d'Alaska, zona occidental del Canadà fins a la zona nord occidental dels Estats Units. En hivern migra cap al sud, habitant aiguamolls, rius, terres de conreu i zones costaneres del Pacífic i Atlàntic, sud dels Estats Units, Mèxic, Amèrica Central i les Antilles. Arriba a les illes Hawaii. Amb alguna freqüència es presenta a Europa nord-occidental, però no pas als Països Catalans.

## Alimentació
En general la seva dieta és vegetal. Se'l pot veure menjant restes de collites a terres de conreu o pasturant entre l'herba. També menja vegetació submergida.

## Reproducció
Fa el niu en depressions a terra, entre la vegetació. Pon 7 – 9 ous.